# Neomyia simmondsi
Neomyia simmondsi är en tvåvingeart som först beskrevs av Mario Bezzi 1928.  Neomyia simmondsi ingår i släktet Neomyia och familjen husflugor.
Artens utbredningsområde är Fiji. Inga underarter finns listade i Catalogue of Life.